# ルートヴィヒ・ヴィトマク

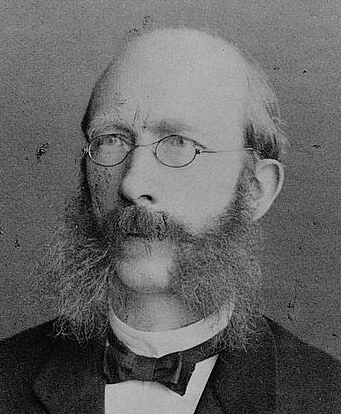
Max Carl Ludwig Wittmack

ルートヴィヒ・ヴィトマク（Ludewig Wittmack、フルネーム Max Carl Ludewig Wittmack、1839年9月26日 - 1929年2月2日）は、ドイツの農学者、植物学者である。

## 生涯
ハンブルクで生まれた。イェーナ大学、ベルリン大学で学び、1867年にゲッティンゲン大学から博士号を得た。ベルリン農業博物館の学芸員を学芸員を務め、品種改良の研究をした。1874年にベルリン大学で教授資格を得て、1880年から1913年までベルリン農業大学で植物学の教授、1880年から1920年までベルリン獣医大学の教授を務めた。1875年から1905年の間は農業試験場の所長も務め、ドイツ農業学会の要職も務めた。
農学の分野だけでなく、植物学の分野の著作も行い、カール・フリードリヒ・フィリップ・フォン・マルティウスが編集した、『ブラジルの顕花植物』（"Flora Brasiliensis"）のRihizoboleaeの章や。アドルフ・エングラーとカール・プラントルが編集した『野生植物』（"Die natürlichen Pflanzenfamilien"）のBromeliaceaeの章を執筆した。雑誌「Gartenflora」の編集も行った。、
パイナップル科の植物の属名、Wittmackia （Aechmeaのシノニム）や種、Guzmania wittmackiiに献名されている。

## 著作
- Ludwig Wittmack (1906), Die Königliche Landwirtschaftliche Hochschule in Berlin. Festschrift zur Feier des 25jährigen Bestehens (ドイツ語), Berlin: Verlagsbuchhandlung Paul Parey, Digitalisat。
- Ludwig Wittmack (1911), "Die wissenschaftlichen Grundlagen der Saatzucht in Deutschland in den letzten 25 Jahren", Jahrbuch der Deutschen Landwirtschafts-Gesellschaft (ドイツ語), vol. 26, pp. 101–118, Digitalisat。